# Dziedziczenie ustawowe (prawo niemieckie)
W myśl przepisów niemieckiego prawa spadkowego, dziedziczenie ustawowe (niem. gesetzliche Erbfolge) zachodzi w przypadku braku ważnego rozrządzenia majątkiem przez spadkodawcę, w postaci testamentu lub umowy o spadek. Jeżeli spadkodawca rozrządził swym majątkiem na wypadek śmierci, reguły dziedziczenia ustawowego decydują o kręgu uprawnionych do zachowku.
Do spadku powołani są z mocy ustawy krewni i małżonek (lub partner życiowy) spadkodawcy.

## Dziedziczenie krewnych (Verwandtenerbrecht, § 1924-1930 BGB)
Porządek dziedziczenia krewnych oparty jest na systemie kolejnych parantel, z których pierwszą stanowią zstępni spadkodawcy, drugą zstępni rodziców spadkodawcy, trzecią zstępni dziadków spadkodawcy, czwartą zstępni pradziadków spadkodawcy itd. Krewny w bliższej paranteli wyłącza od dziedziczenia krewnych z dalszych parantel (§ 1930 BGB). Z kolei w ramach tej samej paranteli bliższy krewny spadkodawcy wyłącza od dziedziczenia dalszych krewnych, którzy poprzez niego są spokrewnieni ze spadkodawcą. Jest to tzw. zasada reprezentacji.

### Pierwsza parantela
Dziedziczenie w ramach pierwszej paranteli następuje wedle szczepów oraz zasady reprezentacji. Dzieci dziedziczą w częściach równych, a każde z nich tworzy jeden szczep. Jeśliby nie dożyło otwarcia spadku, to udział spadkowy, jaki przypadałby na niego, przypada jego żyjącym zstępnym wedle tych samych zasad (§ 1924 BGB).

### Druga parantela
Dziedziczenie w ramach drugiej paranteli następuje wedle linii oraz zasady reprezentacji. Jeżeli żyją rodzice spadkodawcy, spadek przypada im po połowie. W braku jednego z nich, spadek przypada jego zstępnym wedle zasady reprezentacji, a jeśli i oni nie żyją – drugiemu rodzicowi (§ 1925 BGB).

### Trzecia parantela
Dziedziczenie następuje wedle linii oraz zasady reprezentacji. Spadek przypada po równo każdemu z czterech dziadków lub ich zstępnym przy zachowaniu zasady reprezentacji. W braku jednego dziadków, spadek przypada jego zstępnym, a w ich braku przechodzi na drugiego lub jego zstępnych (§ 1926 BGB).

### Dalsze parantele
Dziedziczenie w ramach dalszych parantel odbywa się analogicznie jak w przypadku paranteli drugiej i trzeciej (§ 1928 i 1929 BGB).

### Szczególne kwestie pochodzenia
Spadkobiercą ustawowym może być również nasciturus lub osoba przysposobiona.

## Dziedziczenie małżonka (partnera życiowego) (Ehegattenerbrecht, § 1931-1933 BGB)
Małżonek dziedziczy obok krewnych po spadkodawcy, o ile ten nie wystąpił o rozwód. Małżonkowi dziedziczącemu obok krewnych z pierwszej paranteli przypada 1/4 spadku, a w zbiegu z krewnymi z drugiej paranteli i dziadkami spadkodawcy – 1/2. W braku takich osób małżonek dziedziczy całość spadku wyłączając w ten sposób krewnych z dalszych parantel.
Jeżeli w chwili otwarcia spadku pomiędzy spadkodawcą a jego małżonkiem istniał ustrój małżeńskiej rozdzielności majątkowej z wyrównaniem dorobków, małżonkowi przypada dodatkowo 1/4 spadku.
Jeżeli w chwili otwarcia spadku pomiędzy spadkodawcą a jego małżonkiem istniał ustrój małżeńskiej rozdzielności majątkowej, a spadkodawca pozostawił dzieci, małżonek dziedziczy wraz z nimi po równo, lecz nie mniej niż 1/4 spadku.
Partner życiowy dziedziczy na tych samych zasadach co małżonek.

## Dziedziczenie skarbu państwa (Erbrecht des Staates, § 1936 BGB)
W braku krewnych i małżonka po zmarłym dziedziczy Skarb Państwa.